# Решка (село)
Решка (рум. Reșca) — село у повіті Олт в Румунії. Входить до складу комуни Добрословень.
Село розташоване на відстані 138 км на захід від Бухареста, 28 км на південь від Слатіни, 49 км на схід від Крайови.

## Населення
За даними перепису населення 2002 року у селі проживали 823 особи. Усі жителі села рідною мовою назвали румунську.
Національний склад населення села:
| Національність | Кількість осіб | Відсоток |
| -------------- | -------------- | -------- |
| румуни         | 793            | 96,4 %   |
| цигани         | 30             | 3,6 %    |